# Canton de Saint-Bonnet-en-Champsaur
Le canton de Saint-Bonnet-en-Champsaur est une circonscription électorale française située dans le département des Hautes-Alpes et la région Provence-Alpes-Côte d'Azur.
À la suite du redécoupage cantonal de 2014, les limites territoriales du canton sont remaniées. Le nombre de communes du canton passe de 16 à 27.

## Histoire
Jusqu'au 31 décembre 2012, le canton de Saint-Bonnet-en-Champsaur regroupait dix-huit communes et comptait 6 059 habitants (recensement de 1999 sans doubles comptes). Au 1er janvier 2013, les communes de Bénévent-et-Charbillac et des Infournas ont fusionné avec Saint-Bonnet-en-Champsaur, et ne figurent donc plus en tant que telles dans la liste des communes du canton.
À la suite du décret du 20 février 2014, le canton a été modifié pour les élections départementales de 2015. Les communes du nouveau canton sont issues du canton d'Orcières, de l'ancien canton de Saint-Bonnet-en-Champsaur et du canton de Saint-Firmin.

## Géographie
Le canton de Saint-Bonnet-en-Champsaur couvre toute la haute vallée du Drac et de ses affluents haut-alpins (ruisseau d'Ancelle, Séveraissette, Séveraisse), soit la totalité du Champsaur et du Valgaudemar, plus la commune d'Aspres-lès-Corps, qui appartient géographiquement au Beaumont.
Son altitude varie de 765 mètres (lac du Sautet) à 3 164 mètres (sommet du Vieux Chaillol) pour une altitude moyenne de 1 165 mètres[réf. nécessaire].
Saint-Bonnet, chef-lieu du canton et commune la plus peuplée (2000 habitants sur un total de 11000), est situé au cœur de cet espace, facilement accessible depuis chacune des communes.

## Représentation

### Conseillers généraux de 1833 à 2015
| Période | Période      | Identité                               | Étiquette                | Qualité |
| ------- | ------------ | -------------------------------------- | ------------------------ | --- |
| 1833    | 1837 (décès) | Dominique Laurent de la Motte Gauthier |                          | Conseiller de Préfecture, notaire Propriétaire au Noyer-en-Champsaur |
| 1837    | 1845         | Pierre Davin                           |                          | Propriétaire à Chabottes |
| 1845    | 1848         | Joseph Martin                          |                          | Maire de Saint-Bonnet-en-Champsaur |
| 1848    | 1861         | François Robin                         |                          | Notaire à Saint-Julien-en-Champsaur |
| 1861    | 1864         | Désiré Ernest Joubert                  |                          | Notaire à Saint-Bonnet-en-Champsaur |
| 1864    | 1871         | Armand Constant Lagier fils            |                          | Banquier, propriétaire, adjoint au maire de Saint-Bonnet-en-Champsaur |
| 1871    | 1907         | Joseph Grimaud                         | Républicain Opportuniste | Propriétaire-agriculteur Maire de Saint-Bonnet-en-Champsaur Député (1886-1889) Sénateur (1896-1912)                                                                                                   |
| 1907    | 1919 (décès) | Alexandre Amar                         |                          | Négociant Maire de Saint-Bonnet-en-Champsaur, conseiller d'arrondissement |
| 1919    | 1940         | Ernest Grimaud                         | RG-NI                    | Propriétaire-exploitant Maire de Saint-Bonnet-en-Champsaur Député (1930-1936) Membre de la Commission administrative des Hautes-Alpes (1941-1942) Nommé conseiller départemental en 1942              |
|         |              |                                        |                          | |
| 1945    | 1961         | Marcel Chabot                          | RGR puis PPUS            | Agriculteur-éleveur à Forest-Saint-Julien |
| 1961    | 1962         | Jacques Bardon                         | Centriste                | |
| 1962    | 1967         | Jean Ariey                             | UDR                      | Agriculteur Maire de Saint-Léger-les-Mélèzes Ancien conseiller général du canton d'Orcières |
| 1967    | 1973         | Roger de Bardonnèche                   | Centriste                | Vétérinaire Maire de Laye (1971-1983) |
| 1973    | 1979         | Jean Ariey                             | UDR puis RPR             | Agriculteur Maire de Saint-Léger-les-Mélèzes |
| 1979    | 1985         | Joseph Davin                           | PS                       | Chef d'entreprise Maire de La Fare-en-Champsaur |
| 1985    | 1992         | Jean Para (1932-2013)                  | RPR                      | Médecin, conseiller municipal de Saint-Bonnet-en-Champsaur |
| 1992    | 2014 (décès) | Jean-Yves Dusserre                     | UDF-PR puis UMP          | Commerçant Président du Conseil Général (2008-2014) Adjoint au Maire de Chabottes Président de la Communauté de Communes du Champsaur Ancien suppléant de Patrick Ollier (1988-1993) Sénateur en 2014 |
| 2014    | 2015         | Béatrice Allosia                       | UMP                      | Secrétaire comptable Adjointe au Maire de Saint-Bonnet-en-Champsaur |

### Conseillers d'arrondissement (de 1833 à 1940)
| Période                                  | Période | Identité            | Étiquette | Qualité |
| ---------------------------------------- | ------- | ------------------- | --------- | --- |
| 1833                                     | 1836    | M. Bonnabel         |           | Propriétaire à Chabottes, ancien conseiller général                                                         |
|                                          |         |                     |           | |
| 1898                                     | 1904    | M. Ribail           |           | |
| 1904                                     | 1907    | Alexandre Amar      |           | |
|                                          |         |                     |           | |
|                                          | 1940    | M. Mourin-Provançal | RG        | |
| 1940                                     |         |                     |           | Les conseils d'arrondissement ont été suspendus par la loi du 12 octobre 1940 et n'ont jamais été réactivés |
| Les données manquantes sont à compléter. |         |                     |           | |

### Conseillers départementaux après 2015
| Période élective | Période élective | Mandat | Mandat   | Identité         | Nuance | Nuance | Qualité |
| ---------------- | ---------------- | ------ | -------- | ---------------- | ------ | ------ | --- |
| 2015             | 2021             | 2015   | 2021     | Béatrice Allosia |        | LR     | Secrétaire comptable Adjointe au maire de Saint-Bonnet-en-Champsaur (2014-2020)                                                                                |
| 2015             | 2021             | 2015   | 2021     | Patrick Ricou    |        | LR     | Maire d'Orcières (2001-) 1er Vice-président, chargé du développement économique et des finances départementales Ancien conseiller général du Canton d'Orcières |
| 2021             | 2028             | 2021   | en cours | Béatrice Allosia |        | LR     | Conseillère sortante |
| 2021             | 2028             | 2021   | en cours | Patrick Ricou    |        | LR     | Conseiller sortant, 1er Vice-Président du conseil départemental                                                                                                |

#### Élections de mars 2015
Lors des élections départementales de 2015, le binôme composé de Béatrice Allosia et Patrick Ricou (DVD) est élu au premier tour avec 73,54% des suffrages exprimés, devant le binôme composé de Jérôme Bellon et Danielle Ricard (FG) (26,46%). Le taux de participation est de 57,43 % (5 430 votants sur 9 455 inscrits) contre 54,61 % au niveau départemental et 50,17 % au niveau national.

#### Élections de juin 2021
Le premier tour des élections départementales de 2021 est marqué par un très faible taux de participation (33,26 % au niveau national). Dans le canton de Saint-Bonnet-en-Champsaur, ce taux de participation est de 46,82 % (4 535 votants sur 9 685 inscrits) contre 41,95 % au niveau départemental. À l'issue de ce premier tour,  le binôme constitué de Béatrice Allosia et Patrick Ricou (DVD, 72,68 %), est élu avec 72,68 % des suffrages exprimés.

## Composition

### Composition avant 2015
Le canton de Saint-Bonnet-en-Champsaur regroupait seize communes.
| Nom                                   | Code Insee | Codepostal | Superficie (km2) | Population (dernière pop. légale) | Densité (hab./km2) |
| ------------------------------------- | ---------- | ---------- | ---------------- | --------------------------------- | ------------------ |
| Saint-Bonnet-en-Champsaur (chef-lieu) | 05132      | 05500      | 35,85            | 2 054 (2012)                      | 57                 |
| Ancelle                               | 05004      | 05260      | 50,66            | 883 (2012)                        | 17                 |
| Buissard                              | 05025      | 05500      | 2,92             | 186 (2012)                        | 64                 |
| Chabottes                             | 05029      | 05260      | 9,96             | 785 (2012)                        | 79                 |
| Les Costes                            | 05043      |            | 8,78             | 169 (2012)                        | 19                 |
| La Fare-en-Champsaur                  | 05054      | 05500      | 10,27            | 470 (2012)                        | 46                 |
| Forest-Saint-Julien                   | 05056      | 05260      | 6,95             | 293 (2012)                        | 42                 |
| Laye                                  | 05072      | 05500      | 10,55            | 245 (2012)                        | 23                 |
| La Motte-en-Champsaur                 | 05090      | 05500      | 52,80            | 227 (2012)                        | 4,3                |
| Le Noyer                              | 05095      | 05500      | 21,50            | 271 (2012)                        | 13                 |
| Poligny                               | 05104      | 05500      | 13,81            | 344 (2012)                        | 25                 |
| Saint-Eusèbe-en-Champsaur             | 05141      |            | 7,83             | 150 (2012)                        | 19                 |
| Saint-Julien-en-Champsaur             | 05147      | 05500      | 10,04            | 332 (2012)                        | 33                 |
| Saint-Laurent-du-Cros                 | 05148      | 05500      | 12,69            | 507 (2012)                        | 40                 |
| Saint-Léger-les-Mélèzes               | 05149      | 05260      | 6,76             | 332 (2012)                        | 49                 |
| Saint-Michel-de-Chaillol              | 05153      | 05260      | 16,78            | 321 (2012)                        | 19                 |

### Composition depuis 2015
Le canton de Saint-Bonnet-en-Champsaur regroupe vingt-sept communes.
À la suite de la fusion, au 1er janvier 2018, de Chauffayer, des Costes et de Saint-Eusèbe-en-Champsaur pour former la commune de Aubessagne, le nombre de communes descend à 25.
| Nom                                               | Code Insee | Intercommunalité         | Superficie (km2) | Population (dernière pop. légale) | Densité (hab./km2) | Modifier                                    |
| ------------------------------------------------- | ---------- | ------------------------ | ---------------- | --------------------------------- | ------------------ | ------------------------------------------- |
| Saint-Bonnet-en-Champsaur (bureau centralisateur) | 05132      | CC Champsaur-Valgaudemar | 35,85            | 2 081 (2022)                      | 58                 | modifier les données · modifier les données |
| Ancelle                                           | 05004      | CC Champsaur-Valgaudemar | 50,66            | 966 (2022)                        | 19                 | modifier les données · modifier les données |
| Aspres-lès-Corps                                  | 05009      | CC Champsaur-Valgaudemar | 16,73            | 93 (2022)                         | 5,6                | modifier les données · modifier les données |
| Aubessagne                                        | 05039      | CC Champsaur-Valgaudemar | 27,51            | 743 (2022)                        | 27                 | modifier les données · modifier les données |
| Buissard                                          | 05025      | CC Champsaur-Valgaudemar | 2,92             | 194 (2022)                        | 66                 | modifier les données · modifier les données |
| Chabottes                                         | 05029      | CC Champsaur-Valgaudemar | 9,96             | 955 (2022)                        | 96                 | modifier les données · modifier les données |
| Champoléon                                        | 05032      | CC Champsaur-Valgaudemar | 98,54            | 139 (2022)                        | 1,4                | modifier les données · modifier les données |
| La Chapelle-en-Valgaudémar                        | 05064      | CC Champsaur-Valgaudemar | 108,02           | 114 (2022)                        | 1,1                | modifier les données · modifier les données |
| La Fare-en-Champsaur                              | 05054      | CC Champsaur-Valgaudemar | 10,27            | 478 (2022)                        | 47                 | modifier les données · modifier les données |
| Forest-Saint-Julien                               | 05056      | CC Champsaur-Valgaudemar | 6,95             | 344 (2022)                        | 49                 | modifier les données · modifier les données |
| Le Glaizil                                        | 05062      | CC Champsaur-Valgaudemar | 21,93            | 176 (2022)                        | 8,0                | modifier les données · modifier les données |
| Laye                                              | 05072      | CC Champsaur-Valgaudemar | 10,55            | 242 (2022)                        | 23                 | modifier les données · modifier les données |
| La Motte-en-Champsaur                             | 05090      | CC Champsaur-Valgaudemar | 52,80            | 207 (2022)                        | 3,9                | modifier les données · modifier les données |
| Le Noyer                                          | 05095      | CC Champsaur-Valgaudemar | 21,50            | 306 (2022)                        | 14                 | modifier les données · modifier les données |
| Orcières                                          | 05096      | CC Champsaur-Valgaudemar | 98,27            | 660 (2022)                        | 6,7                | modifier les données · modifier les données |
| Poligny                                           | 05104      | CC Champsaur-Valgaudemar | 13,81            | 337 (2022)                        | 24                 | modifier les données · modifier les données |
| Saint-Firmin                                      | 05142      | CC Champsaur-Valgaudemar | 22,39            | 449 (2022)                        | 20                 | modifier les données · modifier les données |
| Saint-Jacques-en-Valgodemard                      | 05144      | CC Champsaur-Valgaudemar | 15,65            | 115 (2022)                        | 7,3                | modifier les données · modifier les données |
| Saint-Jean-Saint-Nicolas                          | 05145      | CC Champsaur-Valgaudemar | 37,17            | 1 090 (2022)                      | 29                 | modifier les données · modifier les données |
| Saint-Julien-en-Champsaur                         | 05147      | CC Champsaur-Valgaudemar | 10,04            | 379 (2022)                        | 38                 | modifier les données · modifier les données |
| Saint-Laurent-du-Cros                             | 05148      | CC Champsaur-Valgaudemar | 12,69            | 575 (2022)                        | 45                 | modifier les données · modifier les données |
| Saint-Léger-les-Mélèzes                           | 05149      | CC Champsaur-Valgaudemar | 6,76             | 369 (2022)                        | 55                 | modifier les données · modifier les données |
| Saint-Maurice-en-Valgodemard                      | 05152      | CC Champsaur-Valgaudemar | 36,37            | 118 (2022)                        | 3,2                | modifier les données · modifier les données |
| Saint-Michel-de-Chaillol                          | 05153      | CC Champsaur-Valgaudemar | 16,78            | 367 (2022)                        | 22                 | modifier les données · modifier les données |
| Villar-Loubière                                   | 05182      | CC Champsaur-Valgaudemar | 22,63            | 31 (2022)                         | 1,4                | modifier les données · modifier les données |
| Canton de Saint-Bonnet-en-Champsaur               | 0512       |                          | 766,75           | 11 528 (2022)                     | 15                 | modifier les données                        |

## Démographie

### Démographie avant 2015
| 1990  | 1999  | 2006  | 2011  | 2012  |
| ----- | ----- | ----- | ----- | ----- |
| 5 648 | 6 059 | 6 948 | 7 457 | 7 569 |

### Démographie depuis 2015
En 2022, le canton comptait 11 528 habitants, en évolution de +4,18 % par rapport à 2016 (Hautes-Alpes : +0,4 %, France hors Mayotte : +2,11 %).
| 2013   | 2018   | 2022   |
| ------ | ------ | ------ |
| 11 058 | 11 169 | 11 528 |